# Ashanti (Schiff, 1938)
HMS Ashanti (Schiffskennung: F51) war ein Zerstörer der zweiten Tribal-Klasse der Royal Navy, der im Dezember 1938 in Dienst gestellt wurde. Die Ashanti war das erste von zwei Schiffen der Royal Navy, das den Namen des in Ghana lebenden Volkes der Aschanti trug.
Sie war einer der wenigen Zerstörer der neuen Tribal-Klasse, die den Zweiten Weltkrieg überlebten.
Das Schiff wurde auf allen Kriegsschauplätzen der Royal Navy in Europa eingesetzt. 1949 wurde die HMS Ashanti abgebrochen.

## Geschichte des Zerstörers
Die Ashanti gehörte zur zweiten Bestellung von Zerstörern der neuen Tribal-Klasse. Die Werft von William Denny & Brothers in Dumbarton erhielt im Juni 1936 den Auftrag für zwei Schiffe der neuen Klasse, die im Bauprogramm 1936 genehmigt worden waren. Der Bau der Neubauten erfolgte unter den Baunummern 1300 und 1301. Die Kiellegung des ersten erfolgte am 23. November 1936. Er lief dann am 5. November 1937 als erste Ashanti vom Stapel. Der zweite folgte am 21. Dezember 1938 als Bedouin. Die Bauwerft hatte schon 1909 mit der ersten Maori einen Zerstörer der ersten Tribal-Klasse geliefert. Diesen Namen hatte schon ein von Fairfield mit der ersten Bestellung gelieferter neuer Zerstörer erhalten.

### Einsatzgeschichte
Die im August 1938 fast fertige Ashanti wurde erst am 21. Dezember 1938 für die Tribal-Flottille der Home Fleet in Dienst gestellt, da die Lafetten für die Geschütze verspätet geliefert wurden. Einen Teil ihrer Abschlusstests hatte sie ohne Geschütze durchgeführt.

Im Februar 1939 lief der neue Zerstörer nach Takoradi an der Goldküste, um die Heimat des namensgebenden Volkes zu besuchen. Sie traf dort am 27. Februar ein. Während des Besuches schenkte der Ashanti-König (Asantehene) Osei Tutu Agyeman Prempeh II. der Schiffsbesatzung eine silberne Glocke und ein Schild aus Gold. Das Schiff wurde von etlichen Angehörigen des Ashanti-Volkes besucht, die noch weitere Geschenke übergaben.

Am 9. März verließ das Schiff wieder Takoradi, um vor Gibraltar an den Manövern der Home Fleet und der Mittelmeerflotte teilzunehmen. Im April kehrte die Ashanti nach Chatham zurück.
Vom 3. bis 8. Mai besuchte die Ashanti mit dem Führerboot Somali der jetzt 6. Zerstörer-Flottille Eskimo und Matabele die französischen Verbündeten in Cherbourg.
Vom 1. bis 4. Juni war die Ashanti an den vergeblichen Bemühungen zur Rettung des bei Anglesey verunglückten U-Bootes Thetis beteiligt, bei dem 99 Mann ums Leben kamen.

Im August führte die Flottille erste Übungen mit den Franzosen im Atlantik durch.

### Kriegseinsätze
Schon im ersten Kriegsmonat fiel die Ashanti aus. Sie hatte dieselben Antriebsprobleme wie viele ihrer Schwesterschiffe – schadhafte Turbinenblätter, die bis zum 17. Oktober 1939 getauscht wurden. Schon im Februar 1940 fiel das Schiff erneut aus. Die auch bei Schwesterschiffen aufgetretenen Risse in den Dampfleitungen wurden bei J. Samuel White in Cowes repariert, dazu wurde eine magnetische Eigenschutzanlage gegen Minen installiert. Im März traten Fehler in der Speisewasserbereitung für die Kessel auf, die das Schiff während seiner ganzen Laufbahn begleiten sollten.
Im April und Mai 1940 wurde sie mehrfach vor Norwegen eingesetzt und fiel durch einen Nahtreffer vor Trondheim zeitweise aus.
In der Nacht zum 14. Oktober griff die Ashanti mit den Schwesterschiffen Cossack, Maori und Sikh unter Captain Vian in der Nähe von Egersund einen für Trondheim bestimmten deutschen Geleitzug an. Die Cossack versenkte den Netzleger Genua (1949 BRT) mit einem Torpedo, Ashanti und Maori schossen den Luftwaffentransporter Netze (1025 BRT) und das sichernde Minensuchboot M 1102 (ex H.A.W. Müller) in Brand. Unbeschädigt blieben die Hilfskriegsschiffe Triton, Rau VII, M 1105 und M 1106. Der Versuch, bei Tagesanbruch die ablaufenden Zerstörer mit Kampfflugzeugen zu stellen, blieb erfolglos.
Als das Schlachtschiff King George V im Oktober fertig gestellt wurde, gehörte die Ashanti zu ihrer Sicherung für die Überführung über Rosyth nach Scapa Flow. Die Hauptgefahr für das Schlachtschiff waren Minen und Ashanti lief am 16. Oktober 1940 mit vier anderen Zerstörern voraus, um Minen im Weg zur Explosion zu bringen. In der Dunkelheit lief die Fame auf. Die ihr folgende Ashanti rammte die Fame, auf der Treibstoffleitungen brachen und einen Brand auslösten. In der Nähe lief auch noch die |Maori auf und zerstörte dabei ihren ASDIC dome. Die aufgelaufenen Zerstörer konnten wegen der einsetzenden Ebbe nicht abgebracht werden und wurden bei der auflaufenden Flut gegen Felsen gedrückt und weiter beschädigt. Die Ashanti konnte erst nach zwei Wochen und dem Abbau von Ausrüstung abgebracht werden und kam dann nach Newcastle bei Swan Hunter in die Werft, wo sie repariert und der Rumpf verstärkt wurde.

Fast ein Jahr verblieb das Schiff in der Werft. Die Antriebsanlage wurde grundlegend erneuert und die Bewaffnung verändert. Der hintere Mast wurde entfernt und auch die Höhe des hinteren Schornsteins reduziert, um bessere Feuerbereiche für die Flugabwehrwaffen zu schaffen. Die Radarausrüstung wurde auf den neuesten Stand gebracht.

### Erneute Einsätze ab Winter 1941
Ende Dezember 1941 nahm die Ashanti an der „Operation Anklet“, einem Commando-Angriff auf die Lofoten, teil. Die Royal Navy setzte insgesamt einen Leichten Kreuzer, sechs Zerstörer, drei Minensucher, zwei Landungsschiffe, zwei U-Boote und ein Vermessungsschiff sowie zwei Tanker, einen Transporter und einen Schlepper ein. Dazu kamen noch zwei norwegische Korvetten und zwei polnische Geleitzerstörer. Ashanti ging mit dem Kreuzer Arethusa und den Zerstörern Somali und Eskimo in den Vestfjord, wo sie die norwegischen Frachter Kong Harald (1125 BRT) und Nordland (725 BRT) kaperten und die Ashanti das Vorpostenboot Vp.5904 (ex Fischdampfer Geier, 145 BRT) durchsuchte, Schlüsselunterlagen entdeckte, die Besatzung gefangen nahm und das Boot versenkte. Gelandet wurden 300 Mann, davon 77 Norweger. Am 26. und 27. Dezember 1941 hielten sie die Gemeinden Reine und Moskenes besetzt, um sich dann ohne Verluste mit 32 deutschen Gefangenen und einigen festgenommenen norwegischen Kollaborateuren (Quislinge) sowie 200 norwegischen Kriegsfreiwilligen wieder zurückzuziehen. Die Operation war gegenüber der gleichzeitigen Operation Archery in Vågsøy nur ein Ablenkungsmanöver.
Als am 6. März 1942 das deutsche Schlachtschiff Tirpitz mit den Zerstörern Paul Jacobi, Friedrich Ihn, Hermann Schoemann und Z 25 unter Vizeadmiral Ciliax aus Trondheim in See ging, um den Konvoi PQ 12 anzugreifen, wurde dies auf britischer Seite erkannt und der Hauptteil der Home Fleet unter Admiral Tovey mit dem Schlachtschiff King George V., dem Flugzeugträger Victorious, dem Schweren Kreuzer Berwick und der Ashanti sowie den Zerstörern Onslow, Intrepid, Icarus, Lookout und Bedouin verstärkte die übliche Deckungsgruppe des Geleitzuges aus den Schlachtschiffen Renown, Duke of York, einem Kreuzer und sechs Zerstörern. Auf deutscher Seite wurde diese Verstärkung erkannt und auf einen Angriff mit Überwassereinheiten verzichtet.

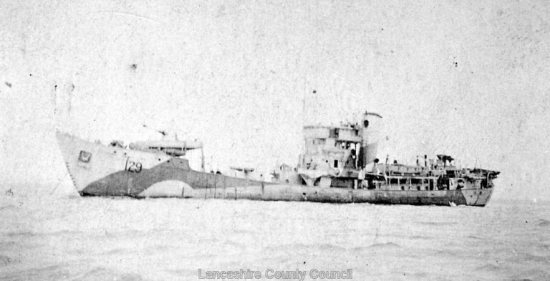
Die HMT Northern Spray

An dem am 21. Mai in Reykjavík ausgelaufenen Nordmeergeleitzug PQ 16 (35 Schiffe, Flakschiff Alynbank) führte die Ashanti die Sicherungsgruppe mit den Zerstörern Martin, Achates, Volunteer und der polnischen Garland sowie vier Korvetten. Am 25. ergänzte dann die Nahsicherungsgruppe mit den Kreuzern Nigeria, Kent, Norfolk, Liverpool und den Zerstörern Onslow, Oribi und Marne die Sicherung.
Am 25. Mai erfasste die deutsche Luftaufklärung den PQ 16, der eine deutsche U-Boot-Aufstellung umgangen hatte. Bei zwei Luftangriffen durch Torpedoflugzeuge der III./KG 26 und Bomber der III./KG 30 mit 19 Heinkel He 111 und sechs Junkers Ju 88 gingen zwei deutsche Bomber durch massiertes Flakfeuer und ein Torpedoflugzeug durch die Hurricane des im Konvoi mitlaufenden Katapultschiffes Empire Lawrence verloren. Der Frachter Carlton wurde durch Nahtreffer beschädigt und vom U-Jagd-Trawler Northern Spray nach Island zurückgebracht. In der Nacht zum 26. Mai versenkte U 703 den Frachter Syros (6191 BRT). Obwohl U 436 einen Dampfer und eine Korvette sowie U 591 die Ashanti verfehlten, wurden die Kreuzer der Nahsicherungsgruppe wegen der U-Boot-Gefahr vom Konvoi abgezogen. Der abwehrgeschwächte Geleitzug verlor durch U-Boote und weitere Luftangriffe sieben Schiffe mit 43.205 BRT mit 32.400 t Ladung, darunter 147 Panzer, 77 Flugzeuge und 770 Kraftfahrzeuge. Beim folgenden Geleitzug PQ 17 gehörte die Ashanti zur Fernsicherung, die nicht in den Kampf um diesen Geleitzug eingriff, der wegen des frühzeitigen Abzugs seiner Sicherungskräfte besonders große Verluste erlitt.
Anschließend wurde die Ashanti mit anderen Einheiten der Home Fleet in der Operation Pedestal zur Sicherung eines Nachschubkonvois für Malta eingesetzt, der mit dreizehn Transportern und einem Tanker Anfang August die Britischen Inseln verließ. Die Sicherung der Transporter bildeten die Kreuzern Nigeria, Kenya, Manchester, Cairo und neben der Ashanti noch die Zerstörer Intrepid, Icarus, Foresight, Fury, Pathfinder, Penn sowie die Geleitzerstörer Derwent, Bramham, Bicester und Ledbury. Am 10. August passierte der Geleitzug die Straße von Gibraltar und lief in das westliche Mittelmeer wo noch eine Deckungsgruppe mit zwei Schlachtschiffen, vier Trägern, drei Kreuzern und zwölf Zerstörern (darunter Eskimo und Tartar) sowie zwei Geleitzerstörern stand, die von den Trägern auch Maschinen nach Malta einfliegen sollte. Aus Malta kamen zwei leere Transporter gesichert von Matchless und Badsworth entgegen.

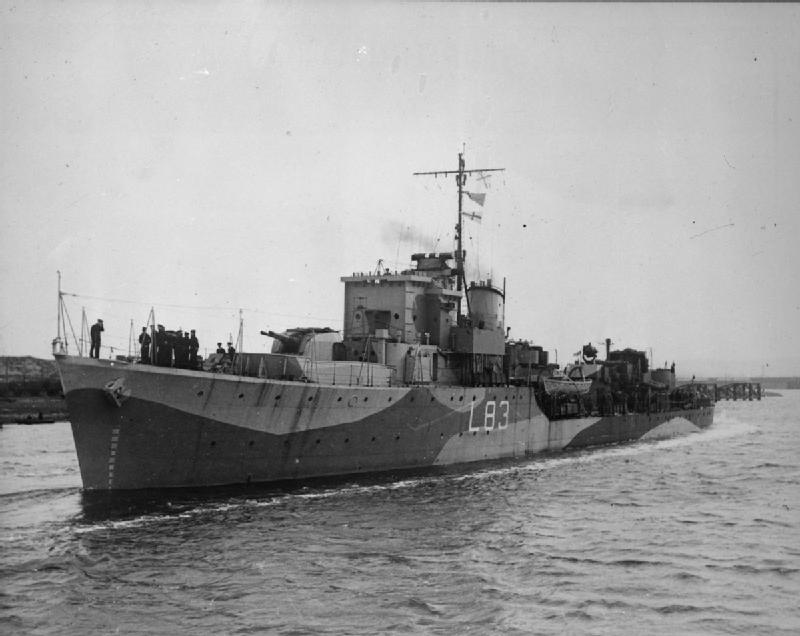
HMS Derwent, Hunt Typ III

In Erwartung der Versorgungskonvois waren zwei U-Bootgruppen mit 16 italienischen und zwei deutschen Booten aufgestellt worden. Die frühzeitig von der Luftaufklärung erfassten britischen Verbände wurden von den U-Booten und italienischen und deutschen Flugzeugen angegriffen. Am 12. blieb der beschädigte Transporter Deucalion mit dem Geleitzerstörer Bramham zurück. Die Foresight wurde von italienischen Flugzeugen so schwer beschädigt, dass sie später von der Tartar versenkt werden musste. Am Abend erzielte das italienische U-Boot Axum je einen Treffer auf den Kreuzern Nigeria und Cairo sowie dem Tanker Ohio. Die Cairo musste aufgegeben werden, die Nigeria trat mit den Geleitzerstörern Bicester, Derwent und der Wilton aus der Deckungsgruppe den Rückmarsch nach Gibraltar an. Folgenden Angriffen von Ju 88 mit Bomben und He 111 mit Torpedos fielen dann die Transporter Empire Hope (12.688 BRT), Glenorchy (8982 BRT) zum Opfer und die Brisbane Star (12.791 BRT) blieb nach Lufttorpedotreffer zeitweise liegen. Das U-Boot Alagi torpedierte den Kreuzer Kenya und der Transporter Clan Ferguson, die aber weiterliefen.
Am 13. August erfolgten 15 Schnellboot-Angriffe auf den Konvoi, die Treffer auf dem Kreuzer Manchester erzielten, der später aufgegeben wurde, die Transporter Santa Elisa (8379 BRT), Almeria Lykes (7773 BRT) und Wairangi (12.436 BRT) versenkten und die Rochester Castle beschädigten. Noch in der Nacht trafen zur Verstärkung der Kreuzer Charybdis mit den Zerstörern Eskimo und Somali beim Konvoi ein, von denen die beiden letzteren zur Manchester entsandt wurden und dann nach der Übernahme Überlebender den Rückmarsch antraten. Folgende Luftangriffe versenkten die Waimarama (12.843 BRT) und erzielten Treffer auf den Transportern Dorset, Port Chalmers und erneut auf dem Tanker Ohio und Rochester Castle. Am Abend versenkten 14 Junkers Ju 87 die beschädigte Dorset (10.624 BRT).

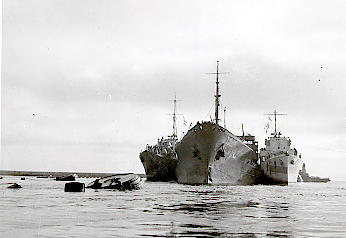
Einlaufen der Ohio nach Malta

Die von Malta kommenden Minensucher Hebe, Speedy, Hythe und Rye nahmen den Konvoi zusammen mit sieben Räumbooten auf und geleiten die restlichen Transportschiffe Port Chalmers, Melbourne Star und Rochester Castle nach Malta. Später traf die schwer beschädigte Ohio im Geleit der Zerstörer Penn, Ledbury und Bramham ein. Die vorübergehend zurückgebliebene Brisbane Star folgte am 14.
Die verbliebenen britischen Sicherungsstreitkräfte traten sofort den Rückmarsch an. Der Verband mit den Kreuzern Kenya und Charybdis, der Ashanti und den Zerstörern Intrepid, Icarus, Fury und Pathfinder wurde am 14. August ohne Erfolg von Schnellboot, dem U-Boot Granito sowie deutschen und italienischen Flugzeugen angegriffen. Am Nachmittag vereinigte sich die Gruppe mit der zur Aufnahme umgekehrten Deckungsgruppe nördlich Algier und lief ohne weitere Schäden am 15. in Gibraltar ein.
Vor allem das Eintreffen des Tankers Ohio verbesserte die Nachschublage der Briten auf Malta erheblich. Von Malta aus konnten die Nachschubwege der Achsenmächte nach Nordafrika wieder wirksam bekämpft werden.
Die Ashanti kehrte als Begleiter des Schlachtschiffs Rodney nach Scapa Flow zurück und wurde der Fighting Escort Group des Nordmeer-Geleitzuges PQ 18 zugeteilt, die vom Kreuzer Scylla und den Schwesterschiffen Eskimo, Somali und Tartar und weiteren zwölf Zerstörern gebildet wurde und den Geleitzug weitgehend erfolgreich verteidigte. 27 voll beladene Schiffe erreichten die Zielhäfen und brachten mehr Ladung als alle Geleitzüge des Jahres 1941 zusammengenommen.
Die Ashanti gehörte auch zur Sicherung der Rück-Konvois QP 14 und nahm die von U 703 am 20. September torpedierte Somali in Schlepp. Beim Schleppzug blieben die Zerstörer Eskimo, Intrepid, Opportune und der Trawler Lord Middleton. Das schwer beschädigte Schwesterschiff ohne eigene Antriebskraft zerbrach aber nach über 400 sm Schleppfahrt am 24. September 1942 in einem Sturm vor Erreichen Islands und sank mit erheblichen Verlusten.
Wie die meisten Einheiten der Home Fleet wurde die Ashanti auch für die Unterstützung der alliierten Landungen in Nordafrika (Operation Torch) herangezogen, war im November vor Algier im Einsatz und wurde im ersten Halbjahr 1943 meist aus Gibraltar eingesetzt. Von Juli bis September erfolgte eine Überholung des Schiffes bei der Werft Green & Silley Weir in London. Neben erneut notwendiger Reparaturen an den Maschinenanlagen, wurde der Dreibeinmast durch einen neuen Gittermast mit neuen Radargeräten ersetzt und zusätzliche 20-mm-Kanonen installiert. Ab dem 15. Oktober war die Ashanti wieder in Scapa Flow einsatzbereit.
Vom 15. bis zum 21. Dezember 1943 sicherte die Ashanti mit den Zerstörern Milne, Matchless, Meteor, Musketeer, Opportune, Virago und dem kanadischen Tribalklassezerstörer Athabaskan den Konvoi JW 55A. Am 23. wechselt die Escort Group zum Rückgeleit RA 55A. Der Befehlshaber der Home Fleet, Admiral Bruce Fraser, zog am 26. die Zerstörer Matchless, Musketeer, Opportune und Virago vom Geleitzug zu den Deckungsgruppen ab, mit denen er die ausgelaufenen Scharnhorst stellen wollte. Die vier Zerstörer liefen am Abend den letzten Angriff auf das schon schwer beschädigte deutsche Schlachtschiff und versenkten es. Der Geleitzug erreichte am 1. Januar 1944 ohne Verluste Island.
Nach weiteren Aufgaben bei der Home Fleet verlegte die Ashanti im Februar 1944 zur 10. Zerstörerflottille nach Plymouth. Dort wurde sie mit der Tartar, und den kanadischen Schwesterschiffen Athabascan, Haida und Huron sowie den polnischen Zerstörern Piorun und Błyskawica zu offensiven Einsätzen gegen die Deutschen an der französischen Atlantikküste eingesetzt. So bildete sie mit dem Kreuzer Bellona und Tartar in der Nacht vom 15./16. März den Rückhalt für einen Angriff britischer Motortorpedoboote. Am 1. April wurde sie zweimal erfolglos im Kanal von U 739 angegriffen.

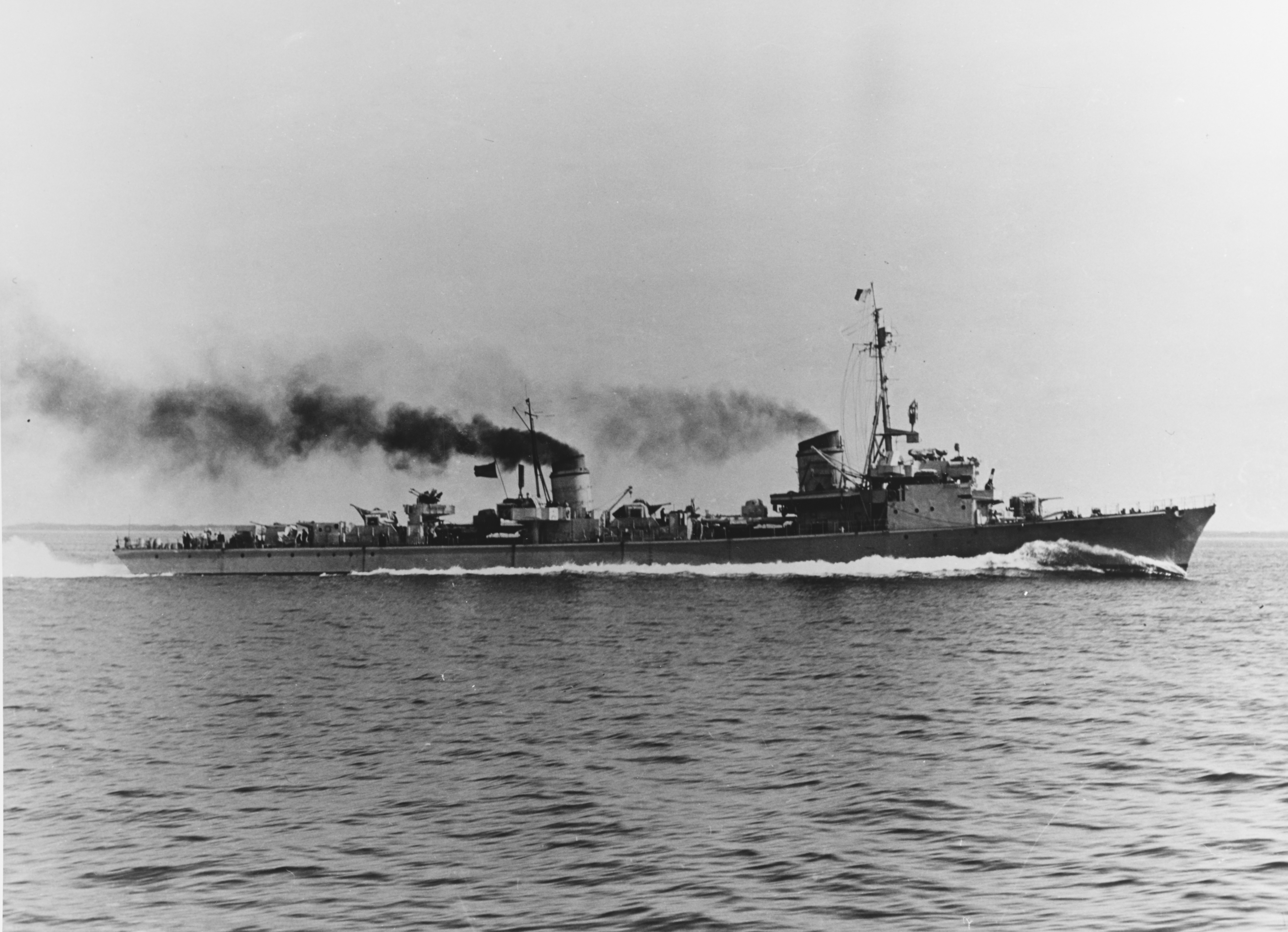
Deutsches Flottentorpedoboot

Am 25. April 1944 lief die 4. deutsche T-Flottille mit den Flottentorpedobooten T 29, T 24 und T 27 von St. Malo aus und warf nordwestlich Sept Îles eine Minensperre. In der Nacht zum 26. kam es zu einem Gefecht mit dem britischen Kreuzer Black Prince, der Ashanti und den kanadischen Tribals Athabaskan, Haida und Huron. T 27 erhielt schon bei Gefechtsbeginn Treffer und wurde nach Morlaix entlassen. Haida versenkte T 29; T 24 erreichte beschädigt wieder St. Malo. Auf dem Rückmarsch kollidierte die Ashanti mit der Huron.
Um Eskimo und Javelin verstärkt bildete die britische 10. Zerstörer-Flottille am 6. Juni 1944 den Deckungsverband gegen Angriffe von Überwasserstreitkräften vor dem westlichen Kanal-Zugang mit einer Gruppe von Fregatten und acht Gruppen von MTB und MGB.
In der Nacht zum 9. Juni versuchte die 8. deutsche Zerstörer-Flottille mit Z 32, Z 24, ZH 1 und T 24 von Brest zum Invasionsraum vorzustoßen, wurde aber nordwestlich der Isle de Bas durch Ashanti, Tartar, Haida, Huron, Blyskawica, Piorun, Eskimo und Javelin abgefangen. Im Gefecht versenkte die Ashanti die ehemals niederländische ZH 1 (ex Gerald Callenburgh) durch Torpedos, Z 32 wurde im Gefecht mit Haida und Huron bei der Isle de Bas aufgesetzt und gesprengt, Tartar wurde schwer beschädigt; Z 24 und T 24 entkamen nach Brest und später nach Bordeaux.

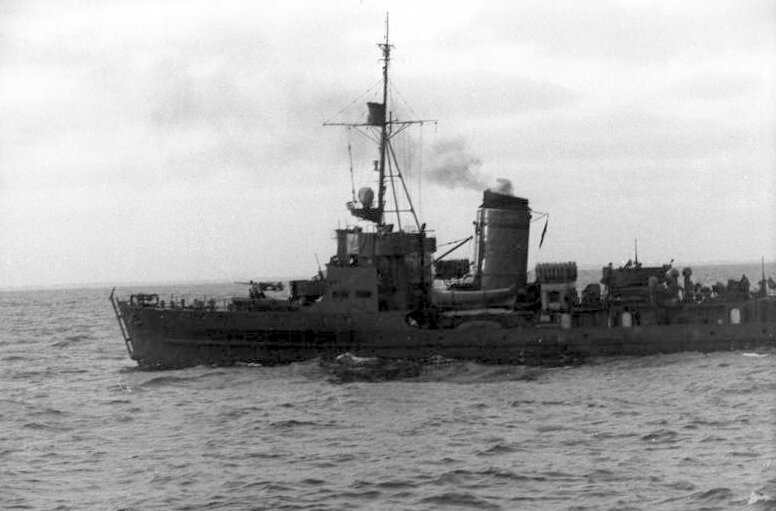
M-Boot Typ 40

Am 13. griffen Ashanti und Piorun zwischen St. Malo und Jersey ein deutsches Geleit an und versenkten aus dem Geleitschutz das Minensuchboot M 343. Die anderen Minensucher M 412, M 422, M 432, M 442 und M 452 wurden beschädigt, wie die angreifende polnische Piorun.
In der Nacht zum 6. August griff die Ashanti mit den Zerstörern Tartar, Haida und Iroquois und dem Kreuzer Bellona nördlich der Ile d’Yeu bei St. Nazaire ein deutsches Geleit an und die Minensucher M 263 und M 486, das Vorpostenboot V 414 und das Küstenmotorschiff Otto (217 BRT) wurden versenkt. Die Haida wurde dabei leicht beschädigt.

### Das Ende derAshanti
Nach diesem Einsatz wurden die Einsatzmöglichkeiten des Schiffes überprüft und lokale Geleitaufgaben im Bereich der südwestlichen Zufahrtswege zu den Britischen Inseln beschränkt. Im September verlegte der Zerstörer zu einer gründlichen Überholung von Plymouth zum Tyne, wo im Oktober die Instandsetzung beim inzwischen zu Vickers-Armstrong gehörenden Palmer’s shipyard in Hebburn bei Newcastle begann. Dabei sollten erneut Teile der Antriebsanlagen und der elektrischen Installationen repariert und ersetzt werden. Die Grundüberholung war im August 1945 einschließlich einer neuen Radarausrüstung abgeschlossen. Die ersten Tests zeigten allerdings weiterhin Problemen an den Wellen. Das Kriegsende in Ostasien führte am 21. August 1945 zur Überführung des Schiffes in die Reserve der Kategorie B.
1947 wurde die Ashanti kurzzeitig als Zielschiff genutzt. 1948 wurde sie nach Troon geschleppt, wo im April 1948 ihr Abbruch begann.

### Erneute Namensverwendung
Am 9. März 1959 erhielt die erste neue Fregatte der dritten Tribal-Klasse (Typ 81) der Royal Navy wieder den Namen Ashanti, als sie in Glasgow-Scotstoun bei Yarrow Shipbuilders vom Stapel lief. Dieses Schiff wurde 1961 in Dienst gestellt und bis 1977 eingesetzt. 1988 wurde sie als Zielschiff versenkt.